# Подгайное (Киевская область)
Подгайное (укр. Підгайне) — село, входит в Иванковский район Киевской области Украины.
Население по переписи 2001 года составляло 349 человек. Почтовый индекс — 07201. Телефонный код — 4591. Занимает площадь 2,2 км². Код КОАТУУ — 3222081905.

## История
В 1946 г. указом ПВС УССР село Ханев переименовано в Подгайное

## Местный совет
07243, Київська обл., Іванківський р-н, с. Кухарі